# Team Ukyo
Team Ukyo, (código UCI: UKO) é um equipa ciclista profissional japonêsa de categoria Continental.
O expiloto de Fórmula 1 Ukyō Katayama, amante do ciclismo, fez os seus primeiros passos neste mundo ao colabrorar com a equipa Utsunomiya Blitzen. Depois desta colaboração decidiu criar na temporada de 2012 o Team Ukyo para participar nos Circuitos Continentais UCI. Katayama actua como director, e está apoiado por Shuichi Inoue e Tadahiko Kuwabara

## Material ciclista
A equipa usa bicicletas Kuota com rodas Tokken. Quanto à marca de roupa que vestirá, será Le Coq Sportif.

## Classificações UCI
A equipa participa nos circuitos continentais, principalmente no UCI Asia Tour.

### UCI Africa Tour
| Temporada | Classificação por equipas | Melhor corredor | Posição |
| 2012-2013 | 20º                       | Antonio Cabelo  | 188º    |

### UCI Asia Tour
| Temporada | Classificação por equipas | Melhor corredor      | Posição |
| 2011-2012 | 368º                      | Yoshimitsu Tsuji     | 323º    |
| 2012-2013 | 28º                       | José Toribio Alcolea | 34º     |
| 2013-2014 | 23º                       | José Toribio Alcolea | 22º     |
| 2015      | 23º                       | Kazushige Kuboki     | 80º     |
| 2016      | 5º                        | Óscar Pujol          | 12º     |
| 2017      | 1º                        | Benjamín Prades      | 4º      |
| 2018      | 3º                        | Benjamín Prades      | 10º     |

### UCI Europe Tour
| Temporada | Classificação por equipas | Melhor corredor | Posição |
| 2013-2014 | 117º                      | Ido Zilberstein | 814º    |
| 2017      | 74º                       | Benjamín Prades | 416º    |
| 2018      | 135º                      | Benjamín Prades | 1437º   |

## Palmarés
Para anos anteriores, veja-se Palmarés da Team Ukyo

### Palmarés 2019

#### Circuitos Continentais UCI
| Datas         | Circuito              | Carreiras                     | Ganhador       |
| 24 de março   | UCI Asia Tour de 2019 | 3.ª etapa do Tour de Tochigi  | Raymond Kreder |
| 24 de março   | UCI Asia Tour de 2019 | Tour de Tochigi               | Raymond Kreder |
| 22 de maio    | UCI Asia Tour de 2019 | 4.ª etapa do Tour de Japão    | Raymond Kreder |
| 12 de junho   | UCI Asia Tour de 2019 | 1.ª etapa do Tour da Coreia   | Raymond Kreder |
| 8 de setembro | UCI Asia Tour de 2019 | 3.ª etapa do Tour de Hokkaido | Raymond Kreder |

## Plantel
Para anos anteriores, veja-se Modelos da Team Ukyo

### Elenco de 2019
| Nome             | Nascimento | Nacionalidade | Equipa de 2018                       |
| Sam Crome        | 16/12/1993 | Austrália     | Bennelong SwissWellness Cycling Team |
| Yusuke Hatanaka  | 21/06/1985 | Japão         | Team Ukyo                            |
| Robbie Hucker    | 13/03/1990 | Austrália     | Team Ukyo                            |
| Yuma Koishi      | 15/09/1993 | Japão         | Team Ukyo                            |
| Raymond Kreder   | 26/11/1989 | Países Baixos | Team Ukyo                            |
| Benjamín Prades  | 26/10/1983 | Espanha       | Team Ukyo                            |
| Kosuke Takeyama  | 22/11/1997 | Japão         | Team Ukyo                            |
| Kohei Uchima     | 08/11/1988 | Japão         | Nippo-Vini Fantini-Europa Ovini      |
| Kohei Yokotskuya | 08/08/1994 | Japão         | Team Ukyo                            |
| Naoya Yoshioka   | 23/12/1991 | Japão         | Team Ukyo                            |